# Миришли, Рамиз Агиль оглы
Рамиз Агиль оглы Миришли (азерб. Ramiz Aqil oğlu Mirişli; 16 апреля 1934, Нахичевань, Азербайджанская ССР — 17 апреля 2015, Баку) — советский и азербайджанский композитор, педагог, народный артист Азербайджанской ССР (1990).

## Биография
Родился в Нахичевани, Азербайджанская ССР. Приехав в Баку поступил в Музыкальный техникум имени А. Зейналлы на класс кеманчи. После окончания техникума вернулся на некоторое время в Нахичевань, где преподавал. Затем продолжил музыкальное образование и в 1962 году окончил Азербайджанскую государственную консерваторию (класс Джовдета Гаджиева).
Профессор (1993).
В 1962—1971 годах руководил музыкальной редакцией на государственном телевидении. В 1989—1995 годах был художественным руководителем Азербайджанского государственного ансамбля песни и танца. Более 20 лет преподавал в Азербайджанской государственной консерватории.
Ещё в студенческие годы им были созданы трио для фортепиано, квартет, романсы и симфоническая поэма. Написал оперетты «Украденная девушка» (1982) и «Давай станем родственниками» (1983), две симфонии (1972, 1980), «Симфония» для камерного оркестра (1974), концертное произведение для тара и симфонического оркестра, сюиты и увертюры для народно-инструментального оркестра, сюиты для ансамбля песни и танца, хореографические зарисовки для школьников и музыкальные отрывки для драматических пьес «Весна», «Совесть», «Проблеск в горах». Был автором музыки к драматическим спектаклям и фильмам, многочисленных песен. Наиболее известны его песни «Гюльсара» (слова М. Алиева), «Гызгайыт» (слова Р. Зяки), «Здравствуй река Кура» (слова Д. Мамедова), «Нахчыванская песня» (слова И. Сафарли), «Волны», «Приди, моя жизнь», «Приди к роднику», «Я нашел тебя», «Праздничные вечера».
Умер 17 апреля 2015 года в Баку.

### Семья
Сыновья композитор Назим Миришли (род. 1962), композитор Юсиф Миришли (род. 1966), бизнесмен Агиль Миришли.

## Награды и премии
- Заслуженный деятель искусств Нахичеванской АССР (1974).
- Заслуженный деятель искусств Азербайджанской ССР (1982).
- Народный артист Азербайджанской ССР (1990).
- Орден «Честь» (2014).
- Орден «Слава» (2004).
- Персональная стипендия Президента Азербайджанской Республики (2002)[2].

## Фильмография

### Композитор
- 1975 — Яблоко как яблоко (Азербайджанфильм)
- 1978 — Мужчина в доме (Азербайджанфильм)
- 1984 — Старый причал (азерб. Köhnə bərə; Азербайджанфильм)
- 1991 — Газельхан (азерб. Qəzəlxan; Азербайджанфильм)
- 2003 — Приглашение (азерб. Dəvətnamə; Азербайджан)